# 格但斯克普魯什奇
格但斯克普魯什奇（Pruszcz Gdański）是波蘭的一座城市。2010年，有人口26834人。

## 外部連結
- Municipal website （页面存档备份，存于） （波兰語）

54°16′N 18°38′E / 54.267°N 18.633°E